# Lucius Domitius Apollinaris
Lucius Domitius Apollinaris war ein im 1. und 2. Jahrhundert n. Chr. lebender römischer Politiker.
Durch eine unvollständig erhaltene Inschrift in griechischer Sprache, die in Tlos gefunden wurde, sind einzelne Stationen der Laufbahn eines Statthalters der Provinz Lycia et Pamphylia bekannt, dessen Name in der Inschrift aber nicht erhalten ist; dieser Statthalter wurde von einigen Historikern mit Apollinaris identifiziert.
Aus der Inschrift geht hervor, dass er vor der Statthalterschaft mehrere Positionen (in dieser Reihenfolge) ausübte. Zunächst war er Quaestor, Volkstribun, Praetor und curator von (namentlich nicht genannten) Straßen in Italien. Danach wurde er Kommandeur (Legatus legionis) zweier Legionen: zunächst war er Kommandeur der Legio XVI Flavia Firma, die ihr Hauptlager in Satala in der Provinz Cappadocia hatte und im Anschluss Kommandeur der Legio VI Ferrata, die in der Provinz Syria stationiert war. Zuletzt war er noch Praefectus des Aerarium militare.
Durch eine Inschrift in griechischer Sprache, die in Xanthos gefunden wurde, ist belegt, dass Apollinaris Statthalter (Legatus Augusti pro praetore) in der Provinz Lycia et Pamphylia war; er amtierte wahrscheinlich in den Amtsjahren 93/94 bis 95/96. Durch zwei Militärdiplome, die auf den 14. August 97 datiert sind, ist belegt, dass er unter Kaiser Nerva 97 zusammen mit Sextus Hermentidius Campanus Suffektkonsul war; die beiden übten dieses Amt von Juli bis August aus. Die Namen der beiden Konsuln sind auch in den Fasti Ostienses unvollständig erhalten.
Durch ein Epigramm von Martial ist belegt, dass Apollinaris sich nach dem Konsulat auf seine Güter in Vercellae zurückzog. Durch einen der Plinius-Briefe (V, 6) ist nachgewiesen, dass er im Jahr 105 noch lebte.
In Xanthos wurden Inschriften in griechischer Sprache gefunden, die für Mitglieder seiner Familie errichtet wurden. In Tlos wurde eine unvollständig erhaltene Inschrift für einen seiner Söhne gefunden, in der auch Apollinaris aufgeführt ist. Apollinaris war mit Valeria Vetilla verheiratet, einer Tochter von Publius Valerius Patruinus und hatte mindestens drei Kinder: zwei Söhne, Domitius Seneca und Domitius Patruinus sowie eine Tochter, Domitia Vettilla, die mit Lucius Neratius Marcellus verheiratet war. Sein Enkel Domitius Seneca wurde ebenfalls Statthalter von Lycia et Pamphylia. Eine Inschrift aus Rom wurde für einen cubicularius von Apollinaris errichtet.
Apollinaris war ein Bekannter von Plinius dem Jüngeren und ein Gönner des Dichters Martial. Zwei der Plinius-Briefe (II, 9 und V, 6) sind an ihn gerichtet; in einem dritten (IX, 13) wird er erwähnt. Martial widmete ihm einige seiner Epigramme.